# Volley Segrate 1978 2010-2011
Questa voce raccoglie le informazioni riguardanti il Volley Segrate 1978 nelle competizioni ufficiali della stagione 2010-2011.

## Stagione
La stagione 2010-11 è per il Volley Segrate 1978, sponsorizzato dal Comune di Segrate, la prima annata nel campionato di Serie A2. Sulla panchina siede il tecnico Mario Motta, esonerato nel corso della stagione e sostituito da Daniele Ricci. La regia viene affidata al brasiliano Henrique Ronaldo Royal, con Roberto Cazzaniga nel ruolo di opposto. L'elemento di spicco della squadra è il centrale Massimiliano Russo, campione d'Europa nel 1995-96 con la Pallavolo Modena, oltre al libero Lorenzo Gallosti, proveniente dal vivaio del Trentino Volley. Completano la rosa giovani di talento come Aimone Alletti, con un passato in Serie A1 con Pallavolo Piacenza e Piemonte Volley.
In campionato la squadra fatica nella prima parte, con cinque sconfitte nelle prime cinque partite, che portano all'esonero del tecnico Mario Motta. Seguono otto vittorie nei restanti dieci incontri del girone di andata, chiuso al settimo posto. Nel girone di ritorno otto vittorie e sette sconfitte permettono ai segratesi di scalare di un posto la classifica, con il sesto posto finale che li qualifica per il play-off promozione.
L'avversario nei quarti di finale dei play-off promozione è la Pallavolo Genova, che, come da regolamento, parte con una gara di vantaggio per il miglior piazzamento nella classifica di regular season. Dopo aver vinto i primi due incontri, il Volley Segrate 1978 subisce due sconfitte, che estromettono i lombardi dalla lotta per la promozione in Serie A1.

## Organigramma societario
Area direttiva
- Presidente: Emanuela Colnago
- Presidente onorario: Luigi Carrà
- Vice presidente: Maurizio Antonietti

Area organizzativa
- Segretario generale: Jenny Stagi
- Team manager: Christian Morandi

Area comunicazione
- Responsabile area comunicazione:
- Ufficio stampa: Alessandra Balzan, Claudio Ziglioli

Area marketing
- Responsabile eventi: Ivan D'Altoè

Area tecnica
- Direttore sportivo: Fabio Lini
- Allenatore: Mario Motta, da novembre Daniele Ricci
- Allenatore in seconda: Marco Camperi, Luca Zappa Casati
- Preparatore atletico: Giovanni Rossi
- Responsabile settore giovanile: Massimo Marchiori

Area sanitaria
- Medico sociale: Enrico Mario Cassina, Rocco Cirò
- Fisioterapista: Claudio Colombo

| N. | Giocatore              | Ruolo | Data di nascita   | Nazionalità sportiva |
| -- | ---------------------- | ----- | ----------------- | -------------------- |
| 1  | Roberto Cazzaniga      | S/O   | 28 ottobre 1978   | Italia               |
| 2  | Bruno Temponi Araujo   | P     | 11 febbraio 1986  | Brasile              |
| 3  | Lorenzo Gallosti       | L     | 26 settembre 1990 | Italia               |
| 4  | Carlo Castellani       | S     | 23 maggio 1987    | Italia               |
| 5  | Michel Guemart         | P     | 18 marzo 1983     | Italia               |
| 6  | Federico Fontana       | S     | 9 aprile 1989     | Italia               |
| 7  | Emiliano Giglioli      | C     | 14 settembre 1985 | Italia               |
| 8  | Aimone Alletti         | C     | 28 giugno 1988    | Italia               |
| 9  | Henrique Ronaldo Royal | P     | 17 giugno 1976    | Brasile              |
| 10 | Alberto Caprotti       | L     | 20 marzo 1968     | Italia               |
| 12 | Massimiliano Russo     | C     | 30 giugno 1976    | Italia               |
| 13 | Alexeis Argilagos      | S     | 28 luglio 1975    | Cuba                 |
| 15 | Alberto Bellini        | S     | 7 giugno 1987     | Italia               |
| 18 | Mario Canzanella       | S     | 20 agosto 1981    | Italia               |

## Mercato
| Acquisti | Acquisti               | Acquisti    | Acquisti   |
| R.       | Nome                   | da          | Modalità   |
| -------- | ---------------------- | ----------- | ---------- |
| C        | Aimone Alletti         | Reima Crema | definitivo |
| S        | Alexeis Argilagos      | Argos       | definitivo |
| S        | Alberto Bellini        | Silvolley   | definitivo |
| S/O      | Roberto Cazzaniga      | Reima Crema | definitivo |
| L        | Lorenzo Gallosti       | Trentino    | definitivo |
| C        | Emiliano Giglioli      | Molfetta    | definitivo |
| P        | Henrique Ronaldo Royal | San Paolo   | definitivo |

## Risultati

### Serie A2

#### Girone di andata
| 1ª giornata - 17 ottobre 2010 Palazzetto dello Sport, Segrate    | Segrate            | 2 - 3 | Città di Castello  | 25-21, 25-23, 24-26, 24-26, 17-19 |
| 2ª giornata - 24 ottobre 2010 PalaParenti, Santa Croce sull'Arno | Lupi Santa Croce   | 3 - 0 | Segrate            | 25-23, 25-18, 29-27               |
| 3ª giornata - 31 ottobre 2010 Palazzetto dello Sport, Segrate    | Segrate            | 1 - 3 | Robur Angelo Costa | 18-25, 17-25, 25-23, 17-25        |
| 4ª giornata - 7 novembre 2010 Palazzetto dello Sport, Segrate    | Segrate            | 2 - 3 | Club Italia        | 25-15, 25-27, 25-21, 20-25, 10-15 |
| 5ª giornata - 14 novembre 2010 PalaBigi, Reggio nell'Emilia      | Cavriago           | 3 - 0 | Segrate            | 25-20, 25-19, 25-21               |
| 6ª giornata - 17 novembre 2010 PalaFraraccio, Isernia            | La Fenice Isernia  | 1 - 3 | Segrate            | 23-25, 25-13, 19-25, 22-25        |
| 7ª giornata - 21 novembre 2010 Palazzetto dello Sport, Segrate   | Segrate            | 0 - 3 | Milano             | 26-28, 21-25, 19-25               |
| 8ª giornata - 28 novembre 2010 PalaEvangelisti, Perugia          | Sir Safety Perugia | 1 - 3 | Segrate            | 23-25, 27-25, 26-28, 16-25        |
| 9ª giornata - 1º dicembre 2010 Palazzetto dello Sport, Segrate   | Segrate            | 3 - 2 | Top Team Mantova   | 25-17, 21-25, 23-25, 25-20, 16-14 |
| 10ª giornata - 5 dicembre 2010 PalaFabris, Padova                | Padova             | 3 - 0 | Segrate            | 25-23, 25-23, 25-19               |
| 11ª giornata - 8 dicembre 2010 Palazzetto dello Sport, Segrate   | Segrate            | 3 - 0 | Top Volley Gela    | 25-20, 25-16, 25-12               |
| 12ª giornata - 12 dicembre 2010 PalaSantaMaria, Pineto           | Pineto             | 1 - 3 | Segrate            | 25-21, 12-25, 28-30, 20-25        |
| 13ª giornata - 19 dicembre 2010 PalaSerenelli, Loreto            | Loreto             | 1 - 3 | Segrate            | 23-25, 18-25, 25-21, 22-25        |
| 14ª giornata - 26 dicembre 2010 Palazzetto dello Sport, Segrate  | Segrate            | 3 - 0 | Argos              | 25-19, 25-21, 25-14               |
| 15ª giornata - 2 gennaio 2011 PalaFigoi, Genova                  | Genova             | 0 - 3 | Segrate            | 22-25, 22-25, 23-25               |

#### Girone di ritorno
| 1ª giornata - 6 gennaio 2011 PalaIoan, Città di Castello                 | Città di Castello  | 3 - 1 | Segrate            | 17-25, 25-22, 25-20, 25-21        |
| 2ª giornata - 9 gennaio 2011 Palazzetto dello Sport, Segrate             | Segrate            | 1 - 3 | Lupi Santa Croce   | 28-30, 31-29, 18-25, 26-28        |
| 3ª giornata - 16 gennaio 2011 PalaCosta, Ravenna                         | Robur Angelo Costa | 3 - 0 | Segrate            | 27-25, 25-19, 25-16               |
| 4ª giornata - 30 gennaio 2011 Centro Sportivo Aeronautica, Bracciano     | Club Italia        | 2 - 3 | Segrate            | 25-15, 21-25, 25-21, 17-25, 12-15 |
| 5ª giornata - 6 febbraio 2011 Palazzetto dello Sport, Segrate            | Segrate            | 3 - 1 | Cavriago           | 25-21, 25-18, 20-25, 25-21        |
| 6ª giornata - 9 febbraio 2011 Palazzetto dello Sport, Segrate            | Segrate            | 3 - 0 | La Fenice Isernia  | 25-21, 25-23, 25-19               |
| 7ª giornata - 13 febbraio 2011 Palazzetto dello Sport, Cinisello Balsamo | Milano             | 1 - 3 | Segrate            | 23-25, 23-25, 25-18, 25-27        |
| 8ª giornata - 20 febbraio 2011 Palazzetto dello Sport, Segrate           | Segrate            | 3 - 0 | Sir Safety Perugia | 25-27, 25-17, 25-17               |
| 9ª giornata - 2 marzo 2011 PalaBAM, Mantova                              | Top Team Mantova   | 3 - 0 | Segrate            | 25-22, 25-22, 25-20               |
| 10ª giornata - 27 febbraio 2011 Palazzetto dello Sport, Segrate          | Segrate            | 2 - 3 | Padova             | 23-25, 25-22, 25-23, 20-25, 11-15 |
| 11ª giornata - 6 marzo 2011 PalaLivatino, Gela                           | Top Volley Gela    | 1 - 3 | Segrate            | 12-25, 25-20, 20-25, 26-28        |
| 12ª giornata - 13 marzo 2011 Palazzetto dello Sport, Segrate             | Segrate            | 3 - 0 | Pineto             | 25-18, 25-22, 27-25               |
| 13ª giornata - 20 marzo 2011 Palazzetto dello Sport, Segrate             | Segrate            | 3 - 0 | Loreto             | 25-20, 25-20, 28-26               |
| 14ª giornata - 26 marzo 2011 Palazzetto dello Sport, Frosinone           | Argos              | 3 - 1 | Segrate            | 25-23, 25-20, 19-25, 25-17        |
| 15ª giornata - 3 aprile 2011 Palazzetto dello Sport, Segrate             | Segrate            | 2 - 3 | Genova             | 25-18, 17-25, 22-25, 25-14, 15-17 |

#### Play-off promozione
| Quarti di finale (gara 1) - 17 aprile 2011 PalaFigoi, Genova               | Genova  | 0 - 3 | Segrate | 23-25, 22-25, 23-25               |
| Quarti di finale (gara 2) - 20 aprile 2011 Palazzetto dello Sport, Segrate | Segrate | 3 - 1 | Genova  | 25-16, 21-25, 25-21, 25-23        |
| Quarti di finale (gara 3) - 21 aprile 2011 Palazzetto dello Sport, Segrate | Segrate | 1 - 3 | Genova  | 18-25, 25-19, 15-25, 24-26        |
| Quarti di finale (gara 4) - 24 aprile 2011 PalaFigoi, Genova               | Genova  | 3 - 2 | Segrate | 20-25, 22-25, 30-28, 28-26, 15-11 |

## Statistiche

### Statistiche di squadra
| Competizione | Punti | In casa | In casa | In casa | In trasferta | In trasferta | In trasferta | Totale | Totale | Totale |
| Competizione | Punti | G       | V       | P       | G            | V            | P            | G      | V      | P      |
| ------------ | ----- | ------- | ------- | ------- | ------------ | ------------ | ------------ | ------ | ------ | ------ |
| Serie A2     | 50    | 17      | 9       | 8       | 17           | 9            | 8            | 34     | 18     | 16     |

G = partite giocate; V = partite vinte; P = partite perse

### Statistiche dei giocatori
| Giocatore        | Serie A2 | Serie A2 | Serie A2 | Serie A2 | Serie A2 | Totale | Totale | Totale | Totale | Totale |
| Giocatore        | P        | PT       | AV       | MV       | BV       | P      | PT     | AV     | MV     | BV     |
| ---------------- | -------- | -------- | -------- | -------- | -------- | ------ | ------ | ------ | ------ | ------ |
| A. Alletti       | 34       | 257      | 169      | 70       | 18       | 34     | 257    | 169    | 70     | 18     |
| A. Argilagos     | 20       | 50       | 42       | 5        | 3        | 20     | 50     | 42     | 5      | 3      |
| A. Bellini       | 15       | 54       | 46       | 6        | 2        | 15     | 54     | 46     | 6      | 2      |
| M. Canzanella    | 34       | 318      | 258      | 42       | 20       | 34     | 318    | 258    | 42     | 20     |
| A. Caprotti      | 24       | 1        | 1        | 0        | 0        | 24     | 1      | 1      | 0      | 0      |
| C. Castellani    | 13       | 23       | 21       | 2        | 0        | 13     | 23     | 21     | 2      | 0      |
| R. Cazzaniga     | 34       | 625      | 500      | 32       | 93       | 34     | 625    | 500    | 32     | 93     |
| F. Fontana       | 9        | 8        | 7        | 1        | 0        | 9      | 8      | 7      | 1      | 0      |
| L. Gallosti      | 34       | -        | -        | -        | -        | 34     | -      | -      | -      | -      |
| E. Giglioli      | 21       | 49       | 34       | 9        | 6        | 21     | 49     | 34     | 9      | 6      |
| M. Guemart       | 28       | 17       | 4        | 7        | 6        | 28     | 17     | 4      | 7      | 6      |
| H. Ronaldo Royal | 28       | 72       | 38       | 23       | 11       | 28     | 72     | 38     | 23     | 11     |
| M. Russo         | 33       | 251      | 170      | 79       | 3        | 33     | 251    | 170    | 79     | 3      |
| B. T. Araujo     | 29       | 381      | 334      | 30       | 17       | 29     | 381    | 334    | 30     | 17     |

P = presenze; PT = punti totali; AV = attacchi vincenti; MV = muri vincenti; BV = battute vincenti